# 八橋三和町
八橋三和町（やばせみわちょう）は秋田県秋田市にある町。郵便番号は010-0971。住居表示実施済み。

## 地理
秋田市の中央部、八橋地域の中では北部に位置する。南北を挟む主要道路沿いなどに商店や企業支社などがある他は、ほぼ全域が住宅地である。北は八橋鯲沼町、東は八橋新川向、南は八橋本町三丁目、西は八橋田五郎一丁目に接する。

## 歴史

### 沿革
- 1982年（昭和57年）5月1日 - 住居表示実施に伴い、八橋三和町が成立する。
- 2010年（平成22年）8月19日 - 第10回市民に親しまれる道路愛称にて秋田市道臨海新川向線の愛称が「八橋大通り」となる[3][4]。

### 町名の変遷
以下はすべて住居表示実施に伴う変更。
| 実施後     | 実施年月日     | 実施前（各字名ともその一部）             |
| ---------- | -------------- | ---------------------------------------- |
| 八橋三和町 | 昭和57年5月1日 | 泉字大橋 いずみ あざおおはし             |
| 八橋三和町 | 昭和57年5月1日 | 泉字鯲沼 いずみ あざどじょうぬま         |
| 八橋三和町 | 昭和57年5月1日 | 保戸野字新川向 ほどの あざしんかわむかい |
| 八橋三和町 | 昭和57年5月1日 | 八橋字田五郎 やばせ あざたごろう         |

## 世帯数と人口
2020年（令和2年）10月1日現在の世帯数と人口は以下の通りである。
| 町丁       | 世帯数  | 人口  |
| ---------- | ------- | ----- |
| 八橋三和町 | 417世帯 | 848人 |

## 交通

### 鉄道
地区内に鉄道は通っていない。最寄り駅は泉菅野二丁目にあるJR東日本奥羽本線泉外旭川駅。

### バス
地区内にバス停はない。最寄りバス停は秋田中央交通のマツダ前、八橋田五郎、八橋。

### 道路
- 秋田市道臨海新川向線（八橋大通り）

## 施設
- 秋田自治労会館
- ママクリーニング小野寺よ八橋サービスコーナー
- YKK AP秋田支店
- いい部屋ネット秋田店
- 小林自動車幌内張店
- かおりレディスクリニック
- 澤口医院

### かつてあった施設
- TTK秋田支社
- 千秋通信建設
- 三菱電機秋田サービスステーション
- 三菱電機ライフネットワーク秋田営業所